# Карчево (Ґолюбсько-Добжинський повіт)
Карчево (пол. Karczewo, нім. Roden) — село в Польщі, у гміні Ґолюб-Добжинь Ґолюбсько-Добжинського повіту Куявсько-Поморського воєводства.
Населення — 214 осіб (2011).
У 1975-1998 роках село належало до Торунського воєводства.

## Демографія
Демографічна структура станом на 31 березня 2011 року:
|          | Загалом | Допрацездатний вік | Працездатний вік | Постпрацездатний вік |
| -------- | ------- | ------------------ | ---------------- | -------------------- |
| Чоловіки | 110     | 23                 | 76               | 11                   |
| Жінки    | 104     | 20                 | 66               | 18                   |
| Разом    | 214     | 43                 | 142              | 29                   |